# 家系研究協議会
家系研究協議会（かけいけんきゅうきょうぎかい。略称：家研協）は、1980年に創設された、系図学・系譜学の研究団体。事務局は、兵庫県。

## 概要
毎年、総会のほか、例会、見学会を開催。
会誌・会報・系図集等の刊行。
家研協文庫（図書館）の設営。

## 沿革
- 1980年(昭和55年)秋　  発足。会長は丸山浩一。本部は秋田県秋田市。
- 1981年(昭和56年)1月　学会誌『家系研究』発行開始。
- 1984年(昭和59年)7月　関西支部を設置。関西支部例会を年４回開催。
- 2002年(平成14年)4月　総会決議により、本部を大阪に移転し、関西支部と併合。
- 2012年(平成23年) 宝賀寿男が会長に就任。丸山浩一が名誉会長に就任。
- 2024年(令和6年) 宝賀寿男が会長を辞任。

## 学会誌等
- 会誌『家系研究』家系研究協議会事務局、年2回発行
- 会報『家系研究協議会会報』年4回発行